# Boliche nos Jogos Pan-Americanos de 2019 - Duplas masculinas
A competição do boliche duplas masculinas foi um dos eventos do boliche nos Jogos Pan-Americanos de 2019, em Lima. Foi disputada no Centro de Boliche da Villa Deportiva Nacional Videna entre 25 e 27 de julho.

## Calendário
Horário local (UTC-5).
| Data        | Horário | Fase         |
| ----------- | ------- | ------------ |
| 25 de julho | 9:00    | Rodadas 1–6  |
| 27 de julho | 16:00   | Rodadas 7–12 |

## Medalhistas
PUR Jean Pérez Faure um dos membros da dupla porto-riquenha que havia ganhado a medalha de ouro na prova do Boliche - Duplas masculinas deu positivo para a substância proibida: Clortalidona e consequentemente a dupla porto-riquenha foi desqualificada e perdeu a medalha de ouro, que foi repassada aos Estados Unidos, a medalha de prata repassada para a Colômbia e a medalha de bronze herdada pelo México. 
| Ouro   | USA Jakob Butturff e Nicholas Pate    |
| Prata  | COL Manuel Otalora e Alfredo Quintana |
| Bronze | MEX José Llergo e Arturo Quintero     |

## Resultados
A competição ocorreu entre os dias 25 e 27 de julho. Foram realizadas 12 rodadas. 

### Primeira série
| Pos | País                     | Atleta                          | Pts       | Total |
| --- | ------------------------ | ------------------------------- | --------- | ----- |
| 1   | USA Estados Unidos       | Jakob Butturff Nicholas Pate    | 1516 1172 | 2688  |
| 2   | MEX México               | José Llergo Arturo Quintero     | 1347 1334 | 2681  |
| 3   | VEN Venezuela            | Luis Rovaina Ildemaro Ruiz      | 1308 1344 | 2652  |
| 4   | COL Colômbia             | Manuel Otalora Alfredo Quintana | 1326 1306 | 2632  |
| 5   | ARG Argentina            | Jonathan Hocsman Lucas Legnani  | 1185 1431 | 2616  |
| 6   | CAN Canadá               | Francois Lavoie Dan Maclelland  | 1311 1304 | 2615  |
| 7   | CRC Costa Rica           | Jonaykel Conejo Marco Moretti   | 1261 1335 | 2596  |
| 8   | PER Peru                 | Adrian Guibu Yum Ishikawa       | 1195 1395 | 2590  |
| 9   | GUA Guatemala            | Diego Aguilar Armando Batres    | 1252 1301 | 2553  |
| 10  | DOM República Dominicana | Alex Prats Rolando Sebelen      | 1276 1254 | 2530  |
| 11  | BER Bermudas             | Damien Matthews David Maycock   | 1168 1250 | 2418  |
| 12  | BRA Brasil               | Bruno Costa Marcelo Suartz      | 1189 1170 | 2359  |
| 13  | PAN Panamá               | Santiago Escobar Donald Lee     | 1137 1188 | 2325  |
| 14  | ARU Aruba                | Jonathan Bremo Yannick Roos     | 1093 1190 | 2283  |
| 15  | ESA El Salvador          | Julio Acosta Luis Bendeck       | 1045 1100 | 2145  |
| 16  | PUR Porto Rico           | Cristian Azcona Jean Perez      |           | DSQ   |

### Segunda série
| Pos               | País                     | Atleta                          | Pts       | Total |
| ----------------- | ------------------------ | ------------------------------- | --------- | ----- |
| Medalha de ouro   | USA Estados Unidos       | Jakob Butturff Nicholas Pate    | 3054 2491 | 5545  |
| Medalha de prata  | COL Colômbia             | Manuel Otalora Alfredo Quintana | 2763 2752 | 5515  |
| Medalha de bronze | MEX México               | José Llergo Arturo Quintero     | 2771 2608 | 5379  |
| 4                 | CAN Canadá               | Francois Lavoie Dan Maclelland  | 2753 2599 | 5352  |
| 5                 | CRC Costa Rica           | Jonaykel Conejo Marco Moretti   | 2605 2744 | 5349  |
| 6                 | VEN Venezuela            | Luis Rovaina Ildemaro Ruiz      | 2539 2763 | 5302  |
| 7                 | PER Peru                 | Adrian Guibu Yum Ishikawa       | 2506 2761 | 5267  |
| 8                 | BER Bermudas             | Damien Matthews David Maycock   | 2570 2630 | 5200  |
| 9                 | ARG Argentina            | Jonathan Hocsman Lucas Legnani  | 2408 2761 | 5169  |
| 10                | GUA Guatemala            | Diego Aguilar Armando Batres    | 2535 2510 | 5045  |
| 11                | DOM República Dominicana | Alex Prats Rolando Sebelen      | 2581 2459 | 5040  |
| 12                | BRA Brasil               | Bruno Costa Marcelo Suartz      | 2482 2401 | 4883  |
| 13                | ARU Aruba                | Jonathan Bremo Yannick Roos     | 2239 2413 | 4652  |
| 14                | PAN Panamá               | Santiago Escobar Donald Lee     | 2730 2280 | 4650  |
| 15                | ESA El Salvador          | Julio Acosta Luis Bendec        | 2158 2342 | 4500  |
| 16                | PUR Porto Rico           | Cristian Azcona Jean Perez      |           | DSQ   |